# Республика Грузия (1990—1992)
Республика Грузия (груз. საქართველოს რესპუბლიკა) — государственное образование, которое под руководством Звиада Гамсахурдиа управляло Грузинской ССР с 1990 года до принятия Акта о восстановлении государственной независимости Грузии 9 апреля 1991 года, а с тех пор управляло независимой Грузией до января 1992 года, когда в стране произошёл военный переворот, совершённый просоветскими генералами, в результате которого правительство было распущено и заменено Военным советом.
В СССР Грузией управлял Верховный Совет Республики Грузия (груз. საქართველოს რესპუბლიკას უმაღლესი საბჭოთა). В итоге в этом совете большинство на выборах было отдано «Круглому столу — Свободная Грузия», что стало первым случаем среди союзных республик, когда некоммунистическая партия получила большинство в Верховном Совете.

## Фон
Современная история Грузии начинается с обретения независимости Демократической Республикой Грузия в 1918 году. Это государство было создано во время Гражданской войны в России и разработало собственную конституцию 21 февраля 1921 года, ставшую первым основным законом в истории Грузии. Однако с 12 февраля по 17 марта 1921 года ДРГ вступила в войну с Российской Советской Федеративной Социалистической Республикой, которую ДРГ проиграла, и поэтому ее правительство было свергнуто, чтобы освободить место для Грузинской Советской Социалистической Республики.
30 декабря 1922 года Грузия присоединилась к Советскому Союзу, став субъектом федерации Закавказской Советской Федеративной Социалистической Республики; республикой-основательницей Советского Союза. Но с 28 августа по 5 сентября 1924 года грузины восстали в Августовском восстании. Восстание потерпело неудачу, и ЗСФСР осталась в составе СССР. 5 декабря 1936 года ЗСФСР была снова разделена на свои составные государства: Грузию, Армению и Азербайджан.
После этого Советский Союз начал проводить программу подавления грузинского национализма. Несколько грузинских территорий были переданы Армянской ССР, Азербайджанской ССР, РСФСР и соседней Турции. Аджария была преобразована в Автономную Советскую Социалистическую Республику из-за того, что в то время она была преимущественно мусульманской, и из-за Карсского договора, по которому Турция установила границы с закавказскими государствами. Этот договор также уступил Аджарию Грузии, однако при условии, что Аджарии будет предоставлена автономия. Южная Осетия получила автономную область по этническому признаку из-за лояльности во время советского вторжения в Грузию.
Абхазия была объявлена частью Грузинской ССР из-за этнической группы большинства (абхазов), приобретшей стремление к самоопределению, из-за приобретения грузинскими меньшевиками убеждений шовинизма.
Грузинский антинационализм стал более выраженным после смерти Иосифа Сталина в 1953 году. Поскольку Сталин был этническим грузином, его преемник Никита Хрущёв сыграл активную роль в сокращении грузинских националистических движений в период десталинизации. Возникновение партии, выступающей за независимость, можно увидеть в демонстрациях в марте 1956 года в Грузинской ССР, которые сначала начались как ответ на политику десталинизации, проводимую Никитой, и в конечном итоге начали появляться требования смены правительства СССР и независимости Грузии от СССР и, наконец, закончились трагедией с полицейским рейдом, в результате которого погибли 22 человека и 47 получили ранения. Этот поворотный момент в советской истории Грузии также ознаменовался развитием диссидентских движений в, культурных кругах, в основном в 1960-х годах. Среди самых известных диссидентов были музыкант Мераб Костава, писатель Звиад Гамсахурдиа и другие. Грузинский национализм также одержал победу во время демонстраций в апреле 1978 года в защиту уникального статуса грузинского языка в республике, демонстраций, которые, тем не менее, оттолкнули негрузинские этнические группы, проживающие на территории страны, в частности абхазов и осетин.
С политикой либерализации, которая началась в Советском Союзе во второй половине 1980-х годов, грузины столкнулись с рядом серьезных проблем в отношениях между Тбилиси и зависимыми от него автономными регионами. Ситуация стала напряженной, и политический класс начал утверждать, что этническая напряженность была создана по наущению Москвы. Протесты множились, и большая часть населения требовала отделения от Союза. В последней попытке вернуть контроль над ситуацией советская армия снова жестоко подавила демонстрантов в Тбилиси 9 апреля 1989 года, в дату, символизирующую окончательное изменение политической ориентации Грузии в отношении советского мира.

## История

Карта границ Демократической Республики Грузия, предложенных Парижской мирной конференцией, и то, что вошло в состав других стран

### Формирование
Трагедия Тбилиси ознаменовала начало конца советской власти в Грузии. Не только грузинское население было массово недовольно событиями, но и сам коммунистический политический класс вскоре начал предпринимать шаги к окончательному отделению от Москвы. 9 марта 1990 года Верховный Совет Грузинской ССР принял ряд антисоветских постановлений: провозглашение Грузинской ССР Ревкомом Грузии 25 февраля 1921 года было осуждено как интервенция и оккупация Грузии со стороны РСФСР, Союзный договор от 12 марта 1922 года о создании ЗСФСР был признан недействительным, а Договор о создании Союза Советских Социалистических Республик от 30 декабря 1922 года также был объявлен незаконным, и, наконец, Верховный Совет обязался «защищать государственный суверенитет Грузии».

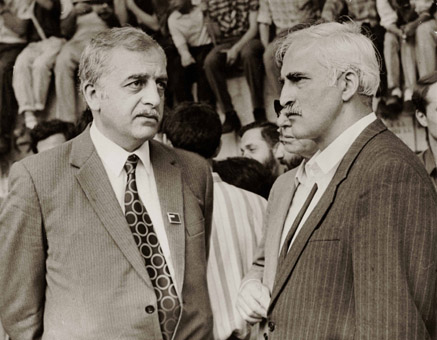
Звиад Гамсахурдия и Мераб Костава

Параллельно с этими событиями диссидентские и националистические движения объединились, чтобы сформировать политическую организацию. В марте 1990 года был созван национальный форум, объединивший большое количество политических партий, официально запрещённых советскими властями, и ему удалось убедить Верховный Совет отложить парламентские выборы 25 марта на более позднее время в том же году. После долгих дебатов о политическом будущем страны этот национальный форум раскололся на несколько идеологических фракций, однако «Круглый стол — Свободная Грузия» во главе со Звиадом Гамсахурдиа, Мерабом Коставой и Акакием Асатиани сумел выделиться среди других. Вскоре Верховный Совет принял решение предоставить оппозиции многопартийные выборы на октябрь, первые демократические выборы в советском мире.
28 октября 1990 года парламентские выборы прошли свободно; однако всего за 2 месяца до этого Грузия запретила партии, действовавшие в одной конкретной части страны. Почти 70 % электората приняли участие в голосовании, выбрав не менее чем из 3400 кандидатов на 250 депутатских мест. Подавляющее большинство населения проголосовало за Круглый стол — Свободную Грузию, которая получила 155 мест в Верховном Совете (название которого было изменено на Верховный Совет), по сравнению с всего лишь 64 мандатами для Коммунистической партии. Народный фронт получил 12 мест, блок «Демократическая Грузия» получил 4 и, наконец, блок «Освобождение и экономическое возрождение» и Всегрузинское общество имени Руставели получили только 1 место.
Новоизбранный Верховный Совет впервые собрался 14 ноября 1990 года на сессию, которую с нетерпением ждала вся страна и которая была благословлена Католикосом-Патриархом всея Грузии Илией II. Совет немедленно принял ряд важных резолюций для судьбы страны, включая замену советских символов на символы Демократической Республики Грузия, а именно флаг, герб и государственный гимн, и избрал Звиада Гамсахурдиа, лидера «Круглого стола — Свободной Грузии», Председателем Верховного Совета и, следовательно, главой государства страны. Самый первый закон, принятый Верховным Советом, касается названия страны, изменяя его с Грузинской Советской Социалистической Республики на Республику Грузия. Второй принятый закон объявляет национальный переходный период неопределенной продолжительности для Грузии, призванный подготовить нацию к восстановлению государственного суверенитета.

### Конец советской власти
Переходный период, провозглашённый новым правительством, вскоре встретил большой успех среди всех политических волн страны. Даже Грузинская коммунистическая партия объявила о своем отделении от Коммунистической партии Советского Союза 8 декабря 1990 года, тем самым разорвав все политические связи между Грузией и Москвой. Центр выступил против этих шагов к независимости и попытался оказать давление на националистическое правительство. Михаил Горбачёв зашёл так далеко, что пригрозил Грузии серьезными территориальными и экономическими проблемами, если она решит выйти из «братского союза», и предупредил Тбилиси о советском участии в возможных конфликтах в Абхазии и Южной Осетии.

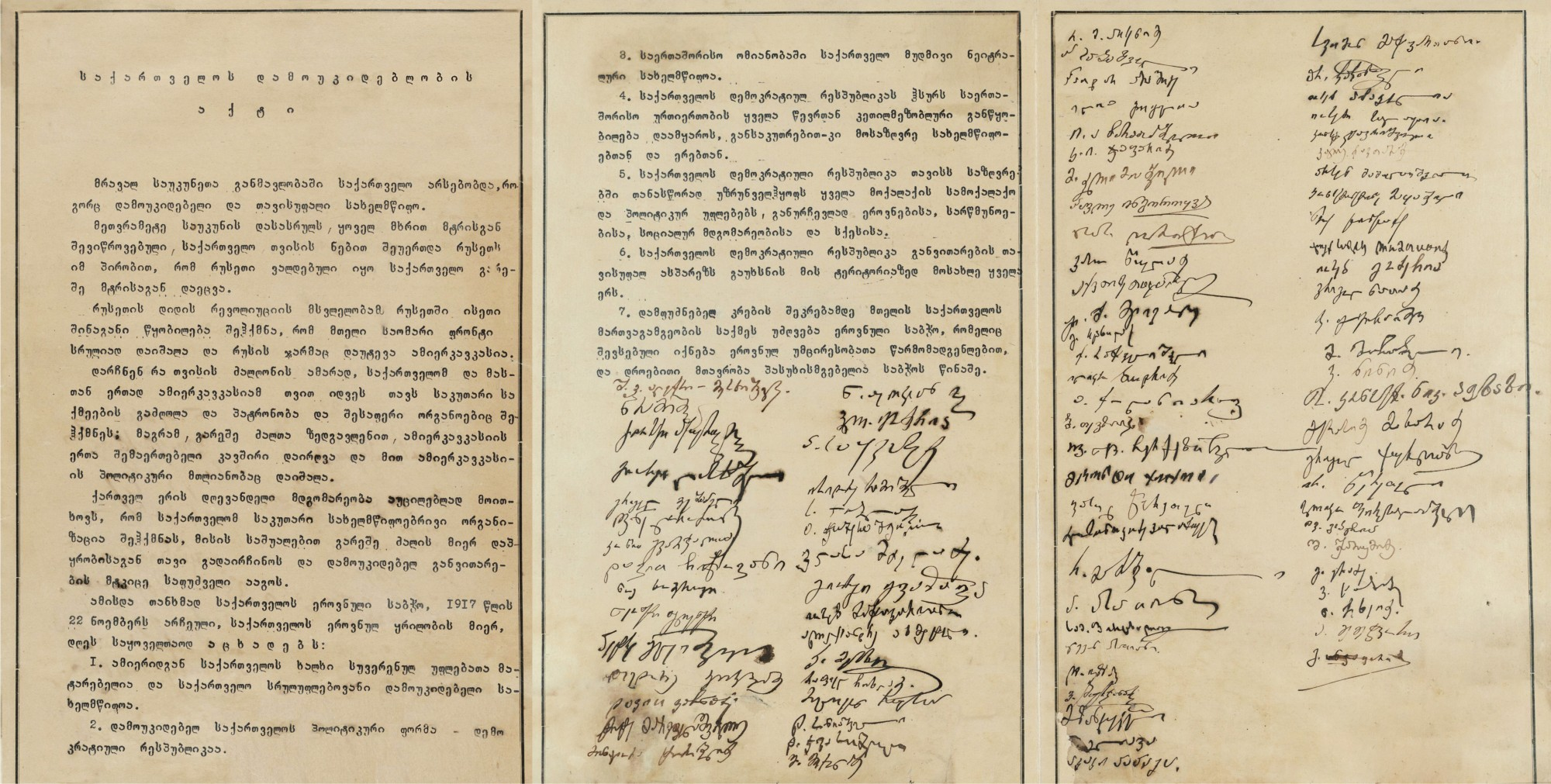
Акт о независимости Грузии — 1918 г.

Несмотря на это, правительство Грузии продолжило политику национального перехода. Верховный Совет активно начал отменять советские институты в стране, заменяя их демократическими национальными органами. 20 декабря 1990 года была сформирована Национальная гвардия Грузии. 29 января 1991 года система местных советов была упразднена по всей Грузии, отменив их полные полномочия, прежде чем администрация Гамсахурдиа взялась за развал колхозов. Капитализм был введен в регионе после приватизации многих малых предприятий, в то время как рынок стал свободным и появились частные банки; число независимых газет и СМИ увеличилось.
Следующий этап переходного периода превратился в «войну законов» против Кремля. Верховный Совет отменил федеральные законы, противоречащие суверенитету Грузии. Советская военная служба была отменена. 30 апреля 1991 года были проведены общенациональные местные выборы, чтобы закрыть вакансию в местном самоуправлении, возникшую после роспуска местных советов. В конституцию Грузии также были внесены поправки, и добавлены демократические дополнения, ведущие страну к независимости. Каждый из этих законов был одновременно отменен Москвой.
В попытке спасти государство Советский Союз центральное правительство решило провести референдум о федерализации союза и изменении названия на «Союз Суверенных Советских Республик». Грузия, наряду с несколькими другими советскими республиками, отказалась принимать участие в референдуме, назначенном на 17 марта 1991 года. Вместо этого было решено организовать референдум о независимости 31 марта 1991 года. Вопрос был «Поддерживаете ли вы восстановление независимости Грузии в соответствии с Актом о провозглашении независимости Грузии от 26 мая 1918 года?». В выборах приняли участие более 3 300 000 граждан, и не менее 99 % дали положительный ответ на вопрос. Южная Осетия и Абхазия не принимали участия в голосовании из-за этнических конфликтов и вместо этого приняли участие в советском референдуме 17 марта.
В результате тогдашнее грузинское руководство было уверено, что народ вернет себе независимость, утраченную в 1921 году. По результатам референдума Верховный Совет 9 апреля 1991 года единогласно проголосовал за окончательное отделение Грузии от СССР. Менее чем через неделю, 14 апреля, Верховный Совет избрал Звиада Гамсахурдиа президентом Грузии, а Акакий Асатиани стал председателем Совета.

### Независимая Грузия
Республика Грузия провозгласила независимость 9 апреля 1991 года, когда Верховный Совет Республики Грузия провозгласил Акт о восстановлении независимости 1918 года, или независимость страны от Советского Союза. Новый парламент выбрал Звиада Гамсахурдиа, бывшего советского диссидента и главу Верховного Совета, временным президентом в тот же день, и было сформировано новое правительство. 26 мая в Грузии прошли первые выборы, и Звиад Гамсахурдиа был утвержден в качестве главы государства, набрав ~86 % голосов. Однако националистическое правительство первого президента Республики Грузия вскоре стало все более авторитарным, с нарушениями прав человека, направленными на южных осетин. Более того, его администрации пришлось бороться с ужасным национальным экономическим кризисом, который возник из-за экономического кризиса СССР, который повлиял на правительство Михаила Горбачева. По всем этим причинам в первые месяцы существования Республики возникла сильная оппозиция, и 19 августа премьер-министр Тенгиз Сигуа ушёл в отставку со своего поста, который он занимал с 15 ноября 1990 года. 23 августа Национальная гвардия была разоружена, а ее командующий Тенгиз Китовани присоединился к оппозиции, на этот раз создав вооруженный фронт протестующих, которые укрылись в пригородах Тбилиси, прежде чем попытаться организовать государственный переворот.
Демонстрации прошли в Тбилиси 2 сентября, и в то же время ситуация ухудшалась в Южной Осетии, которая  с 5 января находилась в состоянии войны с центральным правительством в Тбилиси. 21 декабря бывшая автономная область, которая уже объявила себя «Южно-Осетинская Советская Демократическая Республика», объявила о своей независимости от Грузии и приняла конституцию. Оппозиция была разгорячена этим новым поражением, и 22 декабря армии Китовани вернулись в грузинскую столицу при поддержке советских войск. Он объединил силы с лидером военизированной милиции Джабой Иоселиани и начал осаду парламента, где Гамсахурдиа укрылся со своими последними сторонниками. Тем временем Грузия сумела получить фактическое признание со стороны международного сообщества после официального распада СССР 26 декабря. В течение двух недель в грузинской столице бушевали бои, а 6 января 1992 года мятежники разгромили и захватили парламент, вынудив Звиада Гамсахурдиа покинуть Тбилиси и бежать в Армению, а затем в Чечню, чтобы сформировать правительство в изгнании. Действие Конституции было приостановлено, Республика упразднена и провозглашён Военный совет.

### Этнические конфликты
В то время как грузинское население готовилось к выходу Грузии из состава Советского Союза, автономные регионы Абхазия и Южная Осетия вступили в открытый конфликт с Тбилиси по поводу своего статуса в составе республики. Эти события были связаны с рядом факторов, включая враждебную политику Звиада Гамсахурдиа по отношению к осетинам, которых он называл «неблагодарными гостями» и, в определенной степени, с интересами Москвы в регионе. Таким образом, военные действия между Тбилиси и Цхинвали начались в начале президентства Гамсахурдиа в 1990 году.
Военные действия начались на законодательном фронте. Уже в советский период статус Юго-Осетинской автономной области был спорным вопросом. В напряженной и жестокой ситуации региональный Верховный Совет неоднократно голосовал за изменение статуса региона на статус автономной республики или даже Советской демократической республики, решения каждый раз отменялись Тбилиси. Придя к власти, новоизбранное грузинское правительство в свою очередь отменило резолюцию Южной Осетии, делавшую автономную область суверенной республикой, посчитав это незаконным 22 ноября 1990 года. Тбилиси пошёл ещё дальше, аннулировав автономию Южной Осетии и включив ее в Шида-Картли 11 декабря, хотя Кремль приказал Грузии вернуть автономию региона 7 января 1991 года, но безрезультатно.
Напряженность между двумя сторонами переросла в вооруженное столкновение, и, в конце концов, Тбилиси решил принять непосредственное участие в конфликте, отправив 3000 солдат Национальной гвардии в Цхинвали 5 января 1991 года. После нескольких дней уличных боев город был разделен на западную (осетинскую) и восточную (грузинскую) части, и около 25 января грузины покинули региональную столицу и обосновались на высотах, окружающих город. Однако экономическая блокада Южной Осетии сохранялась. Несмотря на прекращение огня, достигнутое при посредничестве России, конфликт оставался неразрешённым, когда 29 января грузинская полиция арестовала Тореза Кулумбегова, председателя Верховного Совета, который принимал участие в переговорах в Тбилиси.
Такая ситуация сохранялась в течение нескольких месяцев, пока правительство Звиада Гамсахурдиа пыталось объединиться с Россией Бориса Ельцина в конфликте. 23 марта 1991 года Гамсахурдиа и Ельцин встретились в Казбеги и договорились добиваться вывода советских войск из Южной Осетии и провести совместную российско-грузинскую миротворческую операцию по восстановлению мира в регионе. Согласно официальным источникам Южной Осетии, в ходе войны было разрушено в общей сложности 117 сел и деревень, что, вероятно, включает как осетинские, так и грузинские общины. Около 1000 человек погибли, 100 человек пропали без вести и ~100 000 человек бежали из Южной Осетии.
Тем временем, на северо-западе Грузии, Абхазия также оказалась охвачена сепаратистским конфликтом. Однако разница между Южной Осетией и Абхазией заключается в статусе двух регионов. Автономия Южной Осетии была распущена после того, как она провозгласила свою независимость от Грузии. Напротив, Звиад Гамсахурдия договорился с Абхазией о соглашении, обеспечивающем широкое представительство для абхазов; несмотря на то, что они составляли всего 17,8 % населения, для них было зарезервировано 28 мест в Верховном Совете планировавшейся Абхазо-Грузинской Федерации, самое большое из всех этнических групп, включая самих грузин. 17 марта 1991 года он заставил Абхазию принять участие в советском референдуме 1991 года и даже зашёл так далеко, что поддержал жестких зачинщиков Коммунистической партии СССР во время августовского путча 1991 года.